# SWAG
SWAG，台灣影音串流平台，於2016年8月由黃立成創辦，前身為17LIVE旗下的副品牌，專做網紅直播，經營粉絲經濟；但隨著平台表演尺度逐漸走向成人內容，於2017年12月由原任產品PM的Sam Liu接手為獨立品牌並擔任新品牌的CEO。
SWAG為亞洲最大成人創作平台，主打「與成人偶像零距離」，以情色版的限時動態和自製AV在亞洲市場走紅，用戶可以換取鑽石作為交易貨幣，並消費鑽石觀看直播、送禮、影音解鎖與私訊聊天。而創作者亦可藉由直播表演、上傳影音內容及與粉絲互動獲得收入報酬。

## 起源
在SWAG之前，黃立成先是創辦17直播，當時17直播開播不久後，隨即在App Store拿下下載排行第一的名次，然而有直播主為了刺激點閱率，開始在平台的直播中露奶、露下體等18禁的內容，一度遭蘋果公司的App Store下架，隨後Google Play也跟進下架。後來經過調整，一個月後重新上架，17直播在同年10月28日上架的新版本中，直接表明17歲以下禁入，並特別強調已改善內容審核機制，任何直播都將會被24小時監控，色情、暴力、違法的內容都會被移除，且帳號會被永遠凍結。
然而，黃立成沒有放棄經營成人網站，在17直播打開知名度，海外市場拓展到日本、越南、馬來西亞、俄羅斯、泰國等地後，最終決定催生新的網站SWAG。2016年8月，SWAG上線，當時定位是一個專門針對名人和網紅的付費頻道。

## 爭議及適法性
2021年4月1日，台北地檢署率領員警對SWAG位於台北的辦公室展開搜查並勒令關閉網站，主要爭議點為刑法231條及刑法235條；2021年4月5日，台北地檢署與SWAG約定須遵守iWIN網路內容防護機構所設的業者自律機制方可重新開站。其約定內容包含改善訊息監控系統、使用者年齡機制驗證、強化內容審核機制、與iWIN建立溝通橋樑、違法功能移除，以及增修平台創作者條款等。2021年5月4日，SWAG正式合法復站。 復站後一年，SWAG網頁觀看數翻倍，新用戶成長20%。為免再遭到關切，SWAG加強自律把關，上架的內容皆經過至少兩位以上審查人員的審核，避免涉及未成年等內容曝光於平台上。
SWAG復站後，持續與iWIN進行密切合作，於2022年8月獲得共同推動兒少網路安全獎項。2022年9月與iWIN共同舉辦《知「性」一夏》數位性暴力教育工作坊。

## 外部連結
- 官方网站（繁體中文）（简体中文）（英文）（日語）（西班牙文）（印尼文）（泰文）（土耳其文）
- 鈔快數位有限公司—台灣公司資料 （页面存档备份，存于）